# COVAX
Глобальный доступ к вакцинам COVID-19, сокращённо COVAX, — всемирная инициатива, направленная на обеспечение равного доступа к вакцинам COVID-19 под руководством Альянса по вакцинам (бывший Глобальный альянс по вакцинам и иммунизации, или GAVI), Коалиции за инновации в области готовности к эпидемиям (CEPI) и Всемирной организации здравоохранения (ВОЗ). Он является одним из трех столпов Ускорителя доступа к инструментам COVID-19 — инициативы, начатой в апреле 2020 года ВОЗ, Европейской комиссией и правительством Франции в ответ на пандемию COVID-19. COVAX координирует международные ресурсы, чтобы обеспечить странам с низким и средним уровнем дохода равный доступ к тестам, терапии и вакцинам COVID-19. К 15 июля 2020 года к COVAX присоединились 165 стран, представляющих 60 % человеческой популяции. Однако по состоянию на 11 апреля 2021 года COVAX не достиг своей цели, поставив 38,5 миллионов доз, при том, что к концу марта планировалось поставить 100 миллионов.

## Кандидаты в вакцины
По состоянию на 9 мая 2021 года ВОЗ одобрила вакцины Pfizer-BioNTech, Moderna, Sinopharm BBIBP-CorV, Oxford-AstraZeneca и Johnson & Johnson для использования в чрезвычайных ситуациях. Эти вакцины могут быть распространены в рамках программы COVAX.
Многие страны, которые получат выгоду от COVAX, имеют «ограниченные возможности регулирования» и зависят от разрешений ВОЗ. К началу 2021 года ВОЗ рассматривала 11 потенциальных вакцин COVID-19 для внесения в перечень препаратов для экстренного использования (EUL). Первой вакциной, которую ВОЗ разрешила включить в EUL 31 декабря 2020 года, стала вакцина COVID-19 производства Pfizer-BioNTech — РНК-вакцина, разработанная BioNTech в сотрудничестве с американской компанией Pfizer и продаваемая под торговой маркой Comirnaty.
ВОЗ заявила в пресс-релизе от 24 августа 2020 года, что COVAX имеет девять кандидатов в вакцины, поддерживаемых CEPI, и девять кандидатов, проходящих испытания, что дает ей самый большой выбор вакцин COVID-19 в мире. К декабрю 2020 года компания COVAX завершила переговоры с другими производителями, что обеспечило ей доступ к двум миллиардам доз вакцины.